# 世界糧食計劃署
联合国世界粮食计划署（縮寫WFP），原名糧食援助政策與計劃委員會，是屬於聯合國的食品援助組織，成立於1961年，總部設於意大利羅馬，為全世界最大的人道救援組織，為世界上9千万有需要人士提供糧食，其中包括了大約5800萬名的孩童。世界糧食計劃署在全球擁有超過80個國家辦公處，他們成立的目標是幫助無法生產與獲得糧食的人和家庭。2020年因對抗飢餓問題及避免其演變成戰爭和衝突而獲頒诺贝尔和平奖。

## 历史

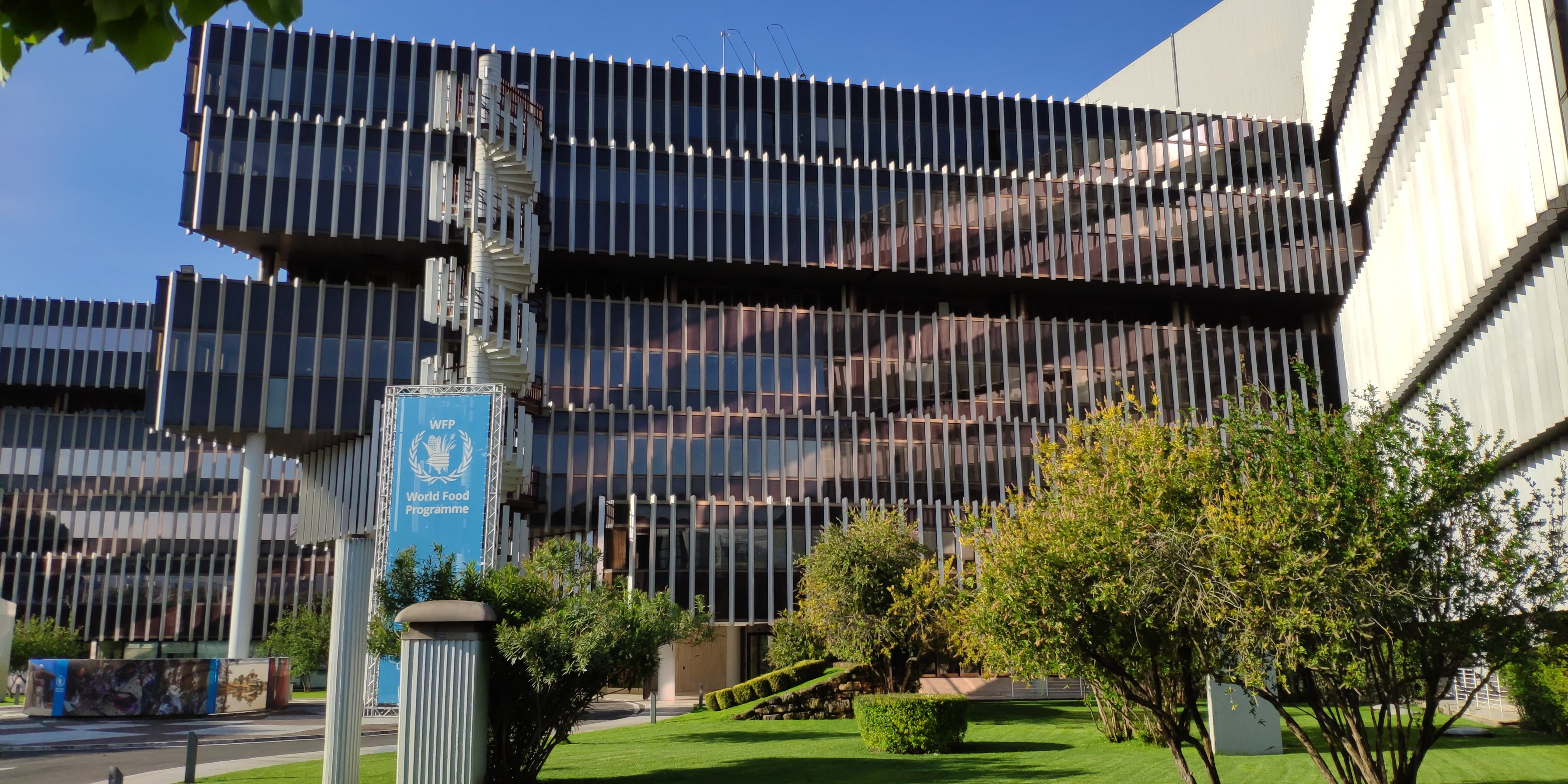
位于意大利罗马的世界粮食计划署总部大楼

1960年，联合国粮食及农业组织会议上，美国粮食和平计划署署长乔治·麦戈文提议成立一个多国食品援助方案。1961年，根据第16届联合国大会1714号决议和第11届联合国粮农组织1/61决议，成立世界粮食计划署，计划1963年1月开始运行。但由于1962年9月伊朗博恩扎赫地震、10月泰国飓风、以及阿尔及利亚独立面临500万难民重新安置问题，各地亟需粮食，世界粮食计划署提前于1962年投入运作。
头三年为试运行阶段，1965年12月，两个主办机构决定把它继续合办下去。总部设在意大利罗马。共有32个成员国。世界粮食计划署的最初宗旨是：通过粮食（或饲料）援助，帮助减轻灾情，促进经济和社会发展；以粮食为手段，帮助低收入发展中国家在粮农方面实现自给自足；对受援国劳动密集型的建设项目，提供粮食作为工资的一部分；向受援国提供饲料并协助改进饲养方法，发展畜牧业生产，改善人民营养水平；定期开会，研究粮食援助计划及其执行过程中应注意的问题等。在1963年至1965年试运行期间，共有70个国家向世界粮食计划署捐款，77个国家接受了粮食援助。其领导机构为执行局，由36个联合国粮农组织和联合国经社理事会成员组成，秘书处为日常办事机构。
中国于1979年正式加入，并于1980年10月与该署签订了《基本协定》，同年在北京正式设立驻华代表处。1979年开始，世界粮食计划署向中国提供援助。2006年，考虑到中国经济发展快速并有能力解决好贫困人口的粮食供给问题，粮食计划署停止了对中国的粮食援助计划。

## 资金
粮食计划署的业务经费主要来自于世界各国政府以及公司私人捐助。2018年的资助额为72亿美元，其中最大的捐助国是美国政府（25亿美元）和欧盟（11亿美元）。捐款主要用于最高级别任务、由于冲突造成的饥饿危机，剩余部分则用于处理较低调的紧急情况或战略工作。

## 组织架构

### 领导及员工
世界粮食计划署由36个成员国代表组成的执行局进行管理。2017年3月，联合国秘书长和粮农组织总干事共同任命美国前南卡罗来纳州州长大卫·比斯利为世界粮食计划署执行干事，任期五年。欧洲联盟也是粮食计划署的常驻观察员，并作为一个主要捐助者参加其执行局的工作。截止2018年，世界粮食计划署有17000名员工。

### 联合国人道主义空运处
2000年，联合国人道主义空运处在布林迪西宣布成立，取代此前由联合国人道主义事务协调厅管理的、位于比萨的联合国供应仓。与此同时，空运处的管理由联合国人道主义事务协调厅移交给世界粮食计划署，旨在再最具挑战的环境下建立供应链，实施工程并恢复应急通讯，开展应急准备预案和中长期发展计划。

### 后勤群组
后勤群组（英語：Logistics Cluster）是一个机构间常设委员会的人道主义协调机制，其主要任务是支持应急反应。作为十一个部门协调机构之一，它由联合国大会1991年12月第46/182号决议设立，并在《2005年人道主义改革》中得到扩展。该机制采取了新特点以提高能力、可预测性、问责制、领导能力和伙伴关系。

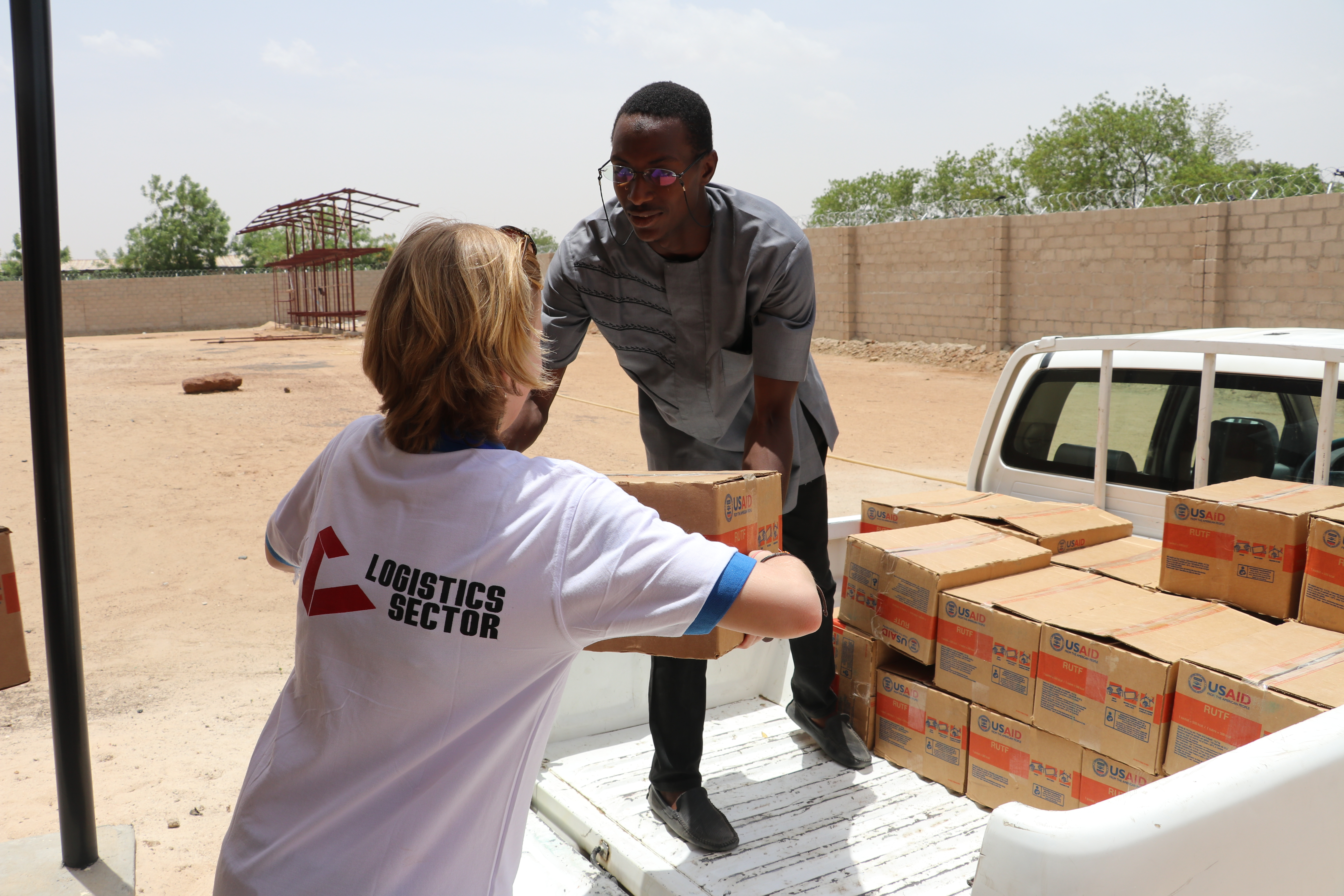
正在尼日利亚执行任务的后勤群组成员

后勤群组提供协调和信息管理服务，从而支持业务决策、提高人道主义应急反应的可预测性、及时性和效率。在必要时，物流群组还为获得共同的物流服务提供了便利。世界粮食计划署在人道救援物流中具备专门知识，因此被机构间常设委员会选定为后勤群组的牵头机构。世界粮食计划署在罗马总部设有全球后勤群组支助小组。粮食计划署还扮演“最后手段的提供者”身份，在关键人道主义危机反应中提供共同后勤服务。

## 活动

### 项目

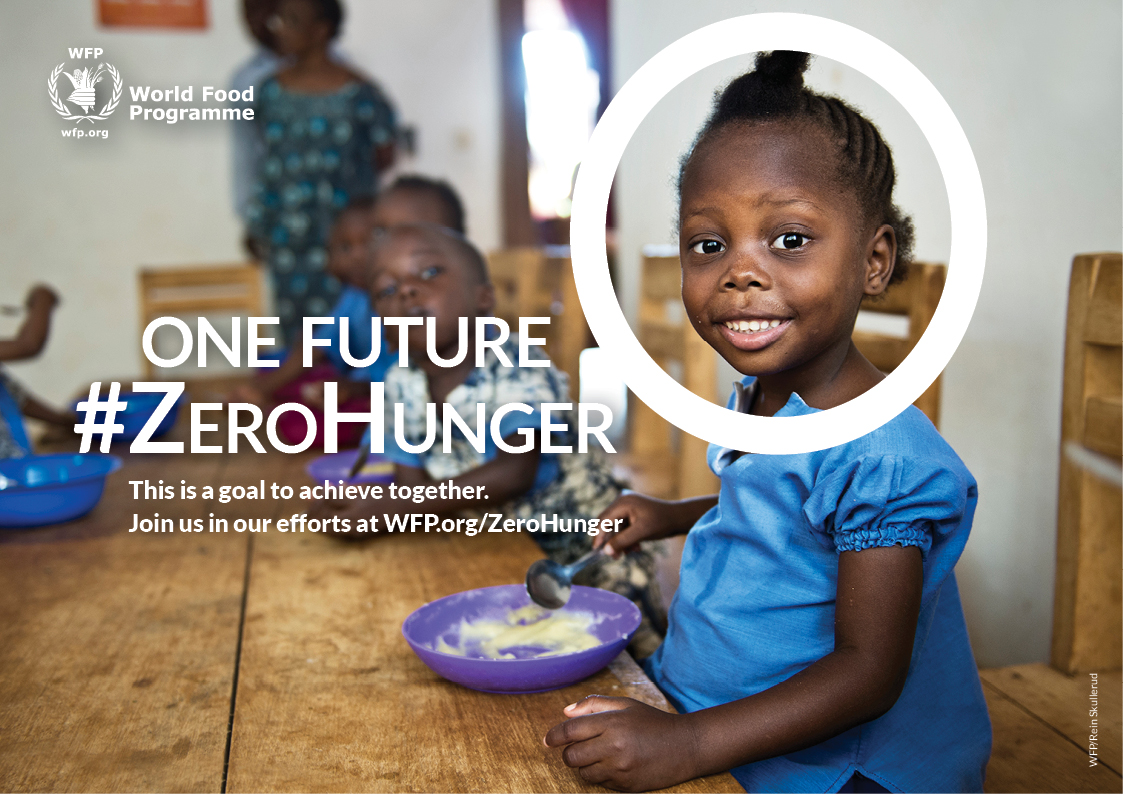
零饥饿计划是粮食计划署的首要工作任务

#### 零饥饿
零饥饿计划（ZeroHunger）是2012年由联合国秘书长潘基文发起，旨在2030年前实现全球零饥饿的运动。2015年，联合国提出17个全球可持续发展目标，其中“零饥饿”位列“目标2”，旨在“承诺消除饥饿、实现粮食保障、改善营养并促进可持续农业”。根据联合国各部门职权安排，此任务也是世界粮食计划署的首要工作。2018年11月，粮食计划署与阿里巴巴集团合作研发“世界饥饿地图”。

#### 利比里亚紧急援助行动

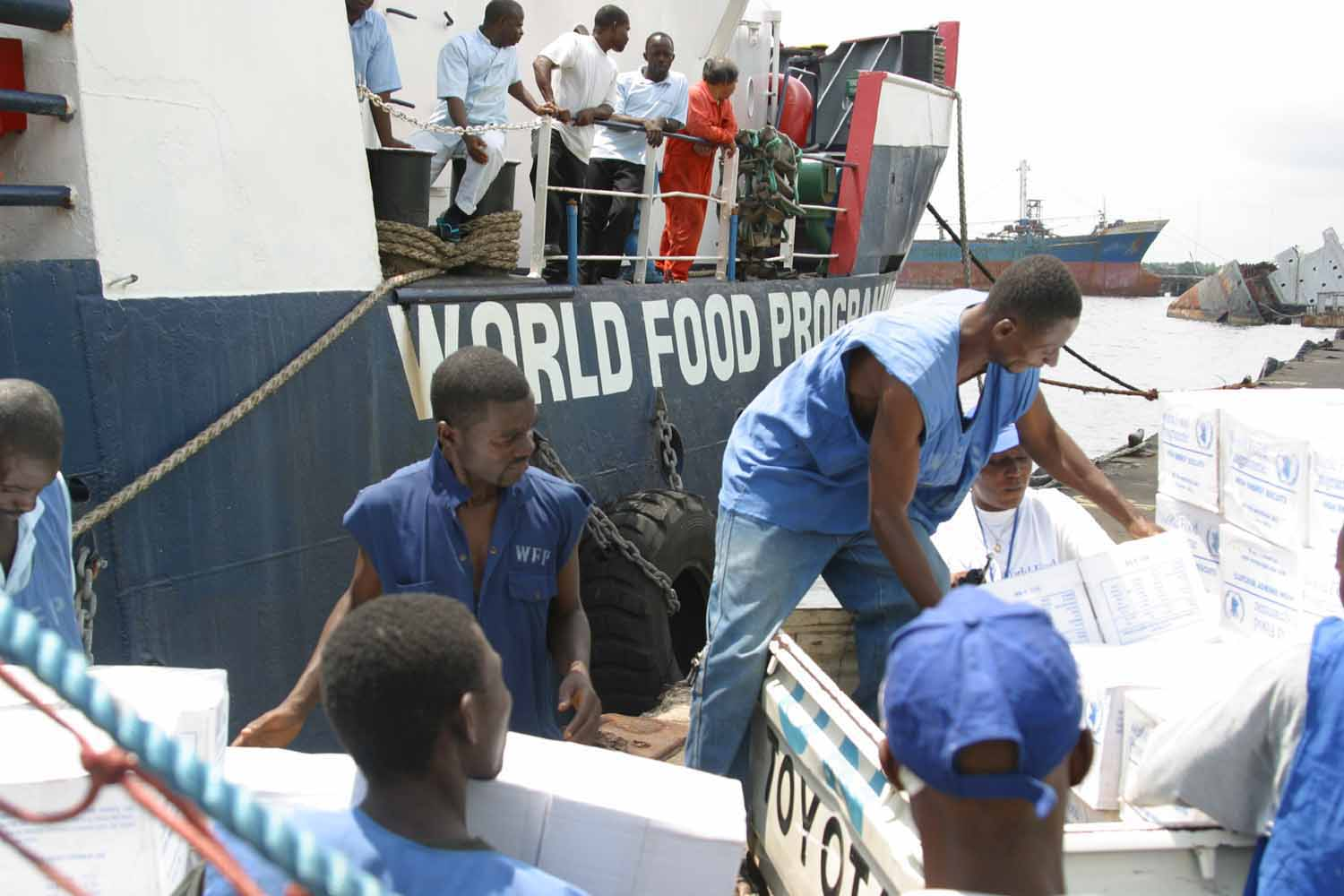
2003年8月15日利比里亚联合工作行动期间，美军在蒙罗维亚自由港卸载世界粮食计划署人道主义援助物资

2003年7月19日，利比里亚反政府武装攻入蒙罗维亚，控制该地区的联合国救援食品仓库。8月3日，世界粮食计划署向利比里亚空运食品。9月17日，粮食计划署成功将救援粮送至布坎南，向当地3.2万难民分发口粮。2003年9月，联合国利比里亚特派团接管利比里亚。2014年，中国委托粮食计划署对向塞拉利昂、利比里亚和几内亚三国分别提供价值200万美元的粮食、食品援助。2020年4月，世界粮食计划署向10万名利比里亚中小学生提供食品。

#### 当地采购促进发展计划
2008年，粮食计划署组织了为期五年的当地采购促进发展计划试点项目。P4P项目协助小农户，向他们提供进入农业市场的机会，使他们成为市场上具有竞争力的参与者。该项目跨越非洲、亚洲和拉丁美洲的20个国家，培训了80万农民改进农业生产、收获处理、质量保证、集体营销、农业融资以及与世界粮食计划署签订合同。该项目生产了366000公吨粮食，为小农创造了1.48亿美元的收入。

#### 非洲之角旱灾

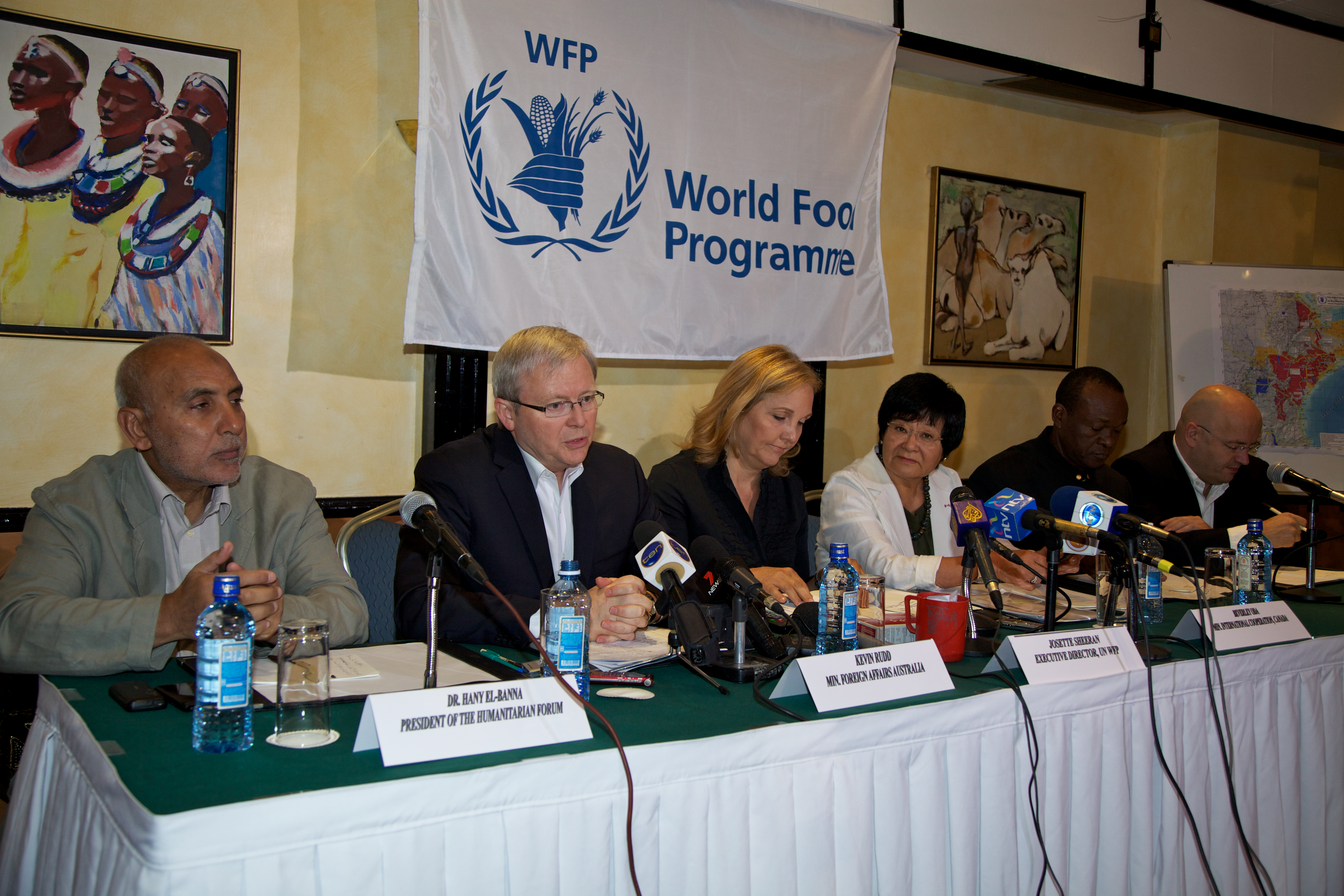
2011年7月24日肯尼亚内罗毕，世界粮食计划署及其他国际政要就非洲之角旱灾援助项目召开记者发布会
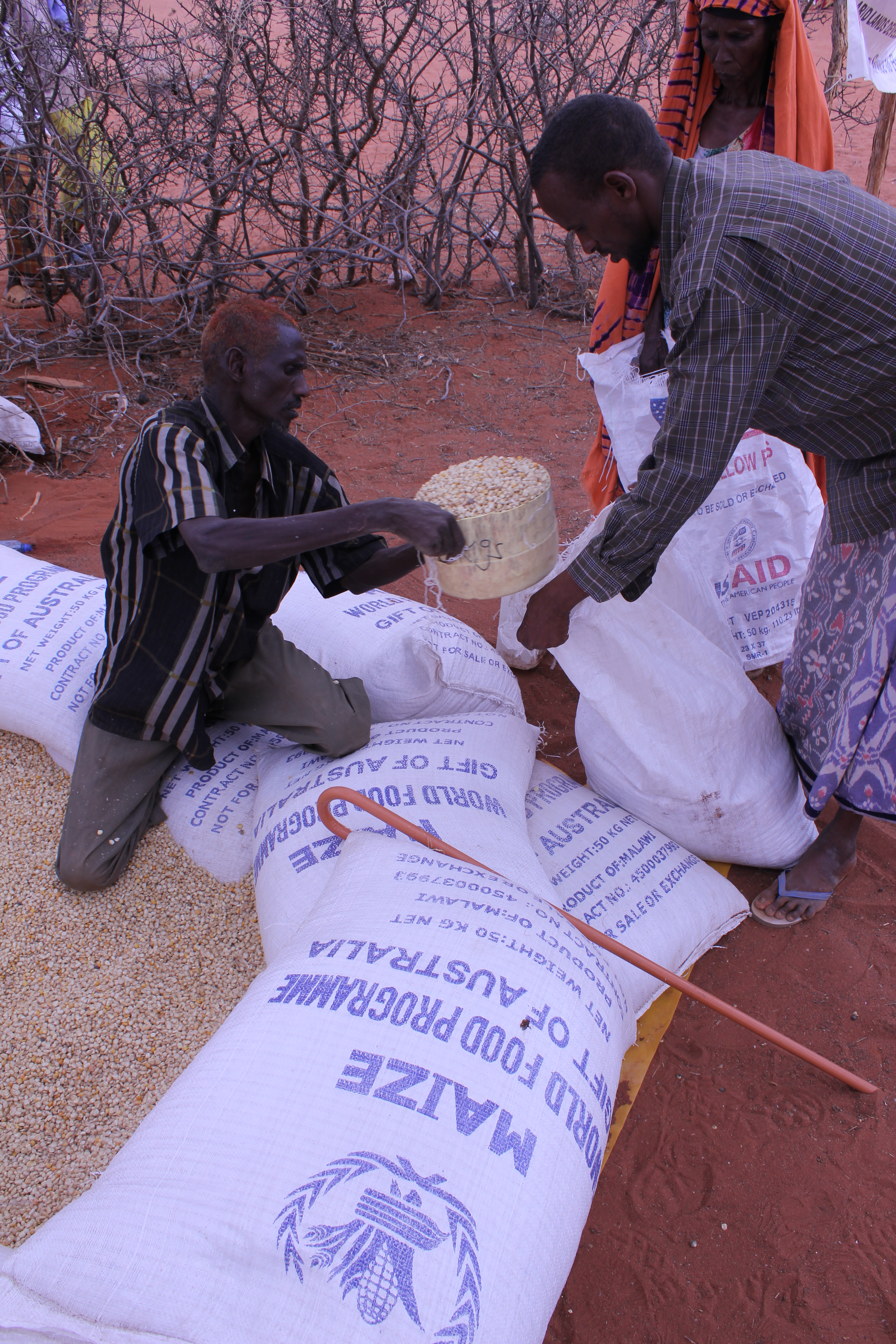
2011年9月15日，澳大利亚援助玉米，经粮食计划署安排在肯尼亚瓦吉尔郡进行分发物资
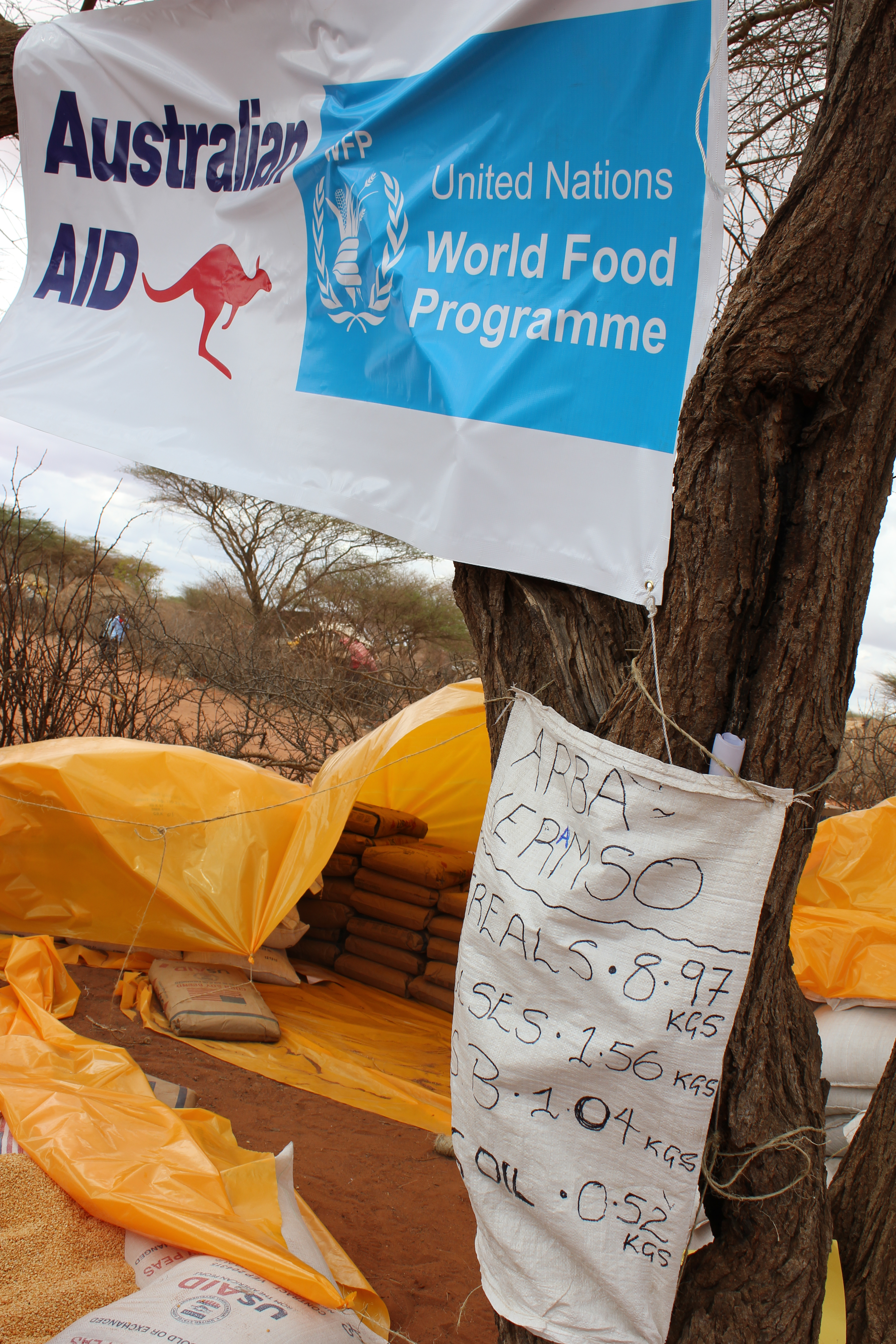
2011年9月15日，澳大利亚援助玉米，经粮食计划署安排在肯尼亚瓦吉尔郡进行分发物资
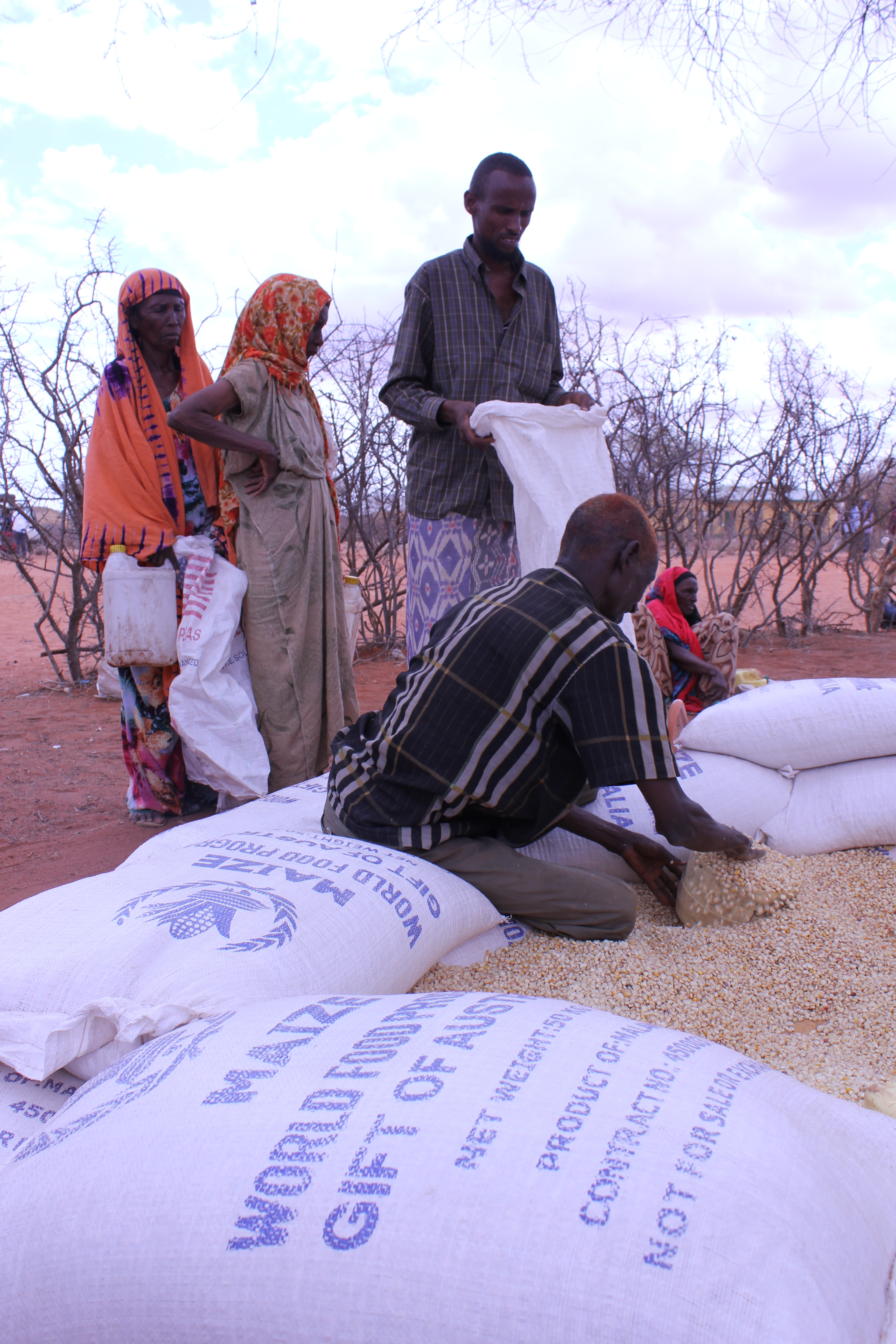
粮食计划署安排在肯尼亚瓦吉尔郡进行分发物资
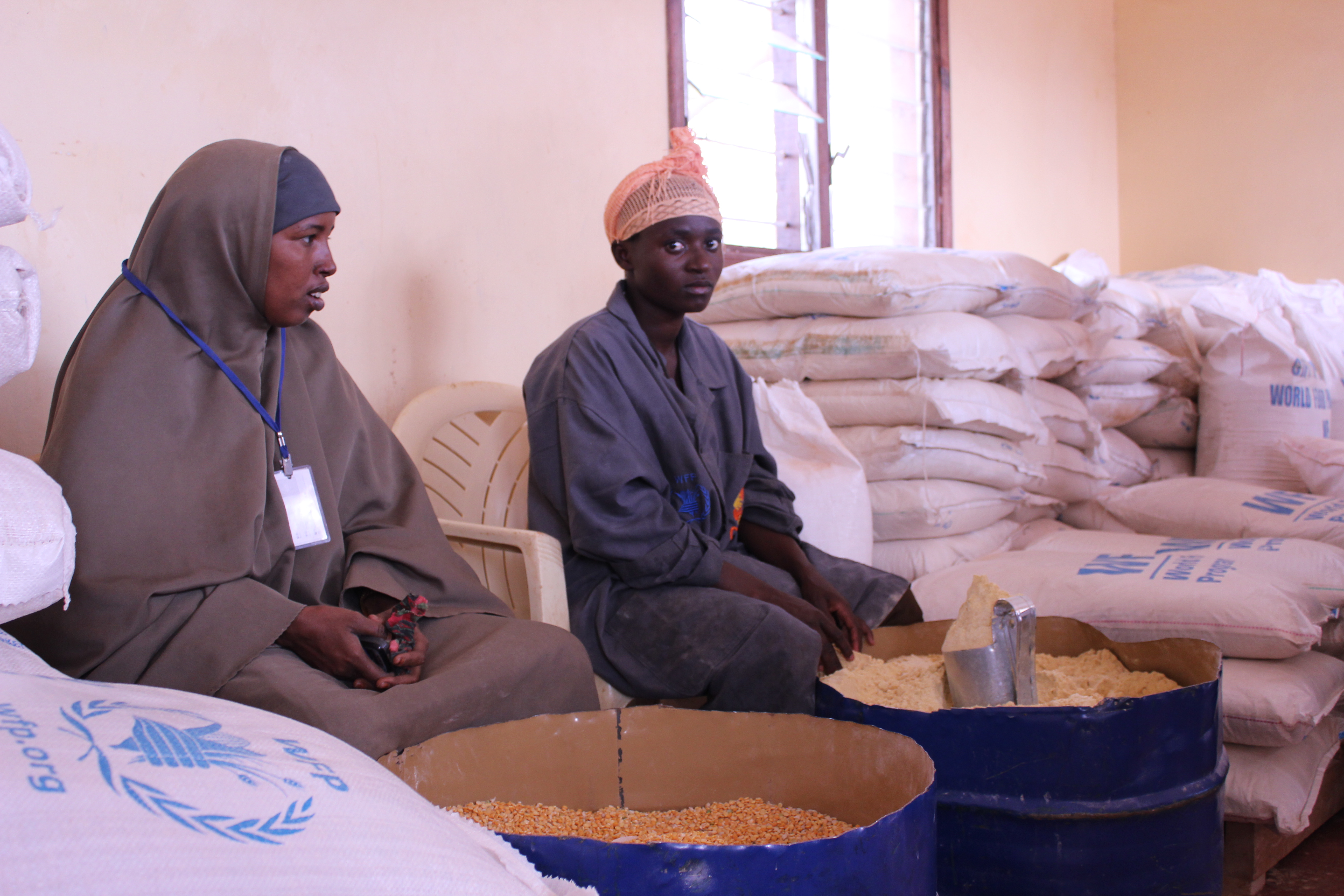
2011年9月15日，粮食计划署在肯尼亚达达阿布分发玉米高粱等物资

2011年，非洲之角的索马里、肯尼亚、吉布提、乌干达和埃塞俄比亚大部分地区等国爆发旱灾。同年3月，肯尼亚与包括粮食计划署的六个联合国机构联合制定国家粮食安全战略。同年7月，粮食计划署开始陆续向灾区运输粮食。中華人民共和国政府为支持索马里的救援行动，向粮食计划署提供的单笔最大额度捐款1600万美元。2017年，粮食署在肯尼亚北部卡库马难民营举行粮食援助接收仪式，接收中華人民共和国政府捐赠的9000吨玉米和高粱。

#### 南苏丹紧急援助行动

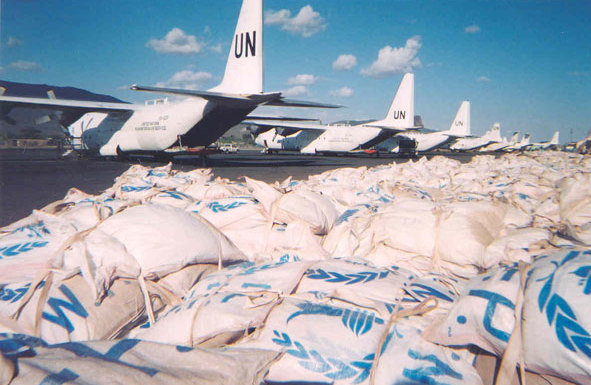
2004年，联合国C-130运输机运输食品至苏丹南部伦拜克地区
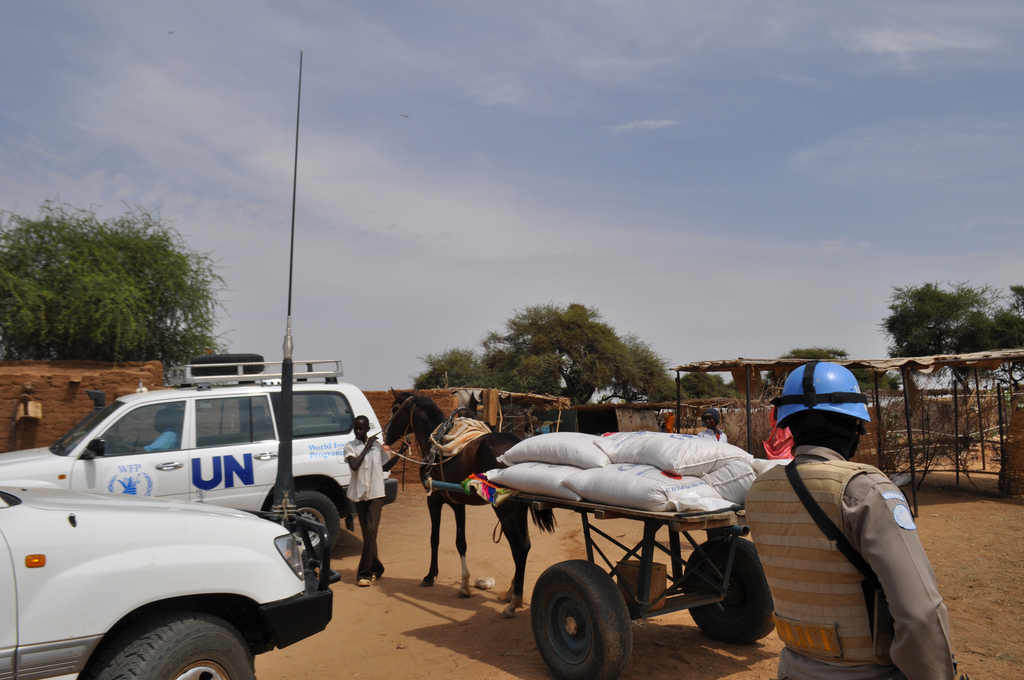
2009年9月，世界粮食计划署将物资运往苏丹达尔富尔地区
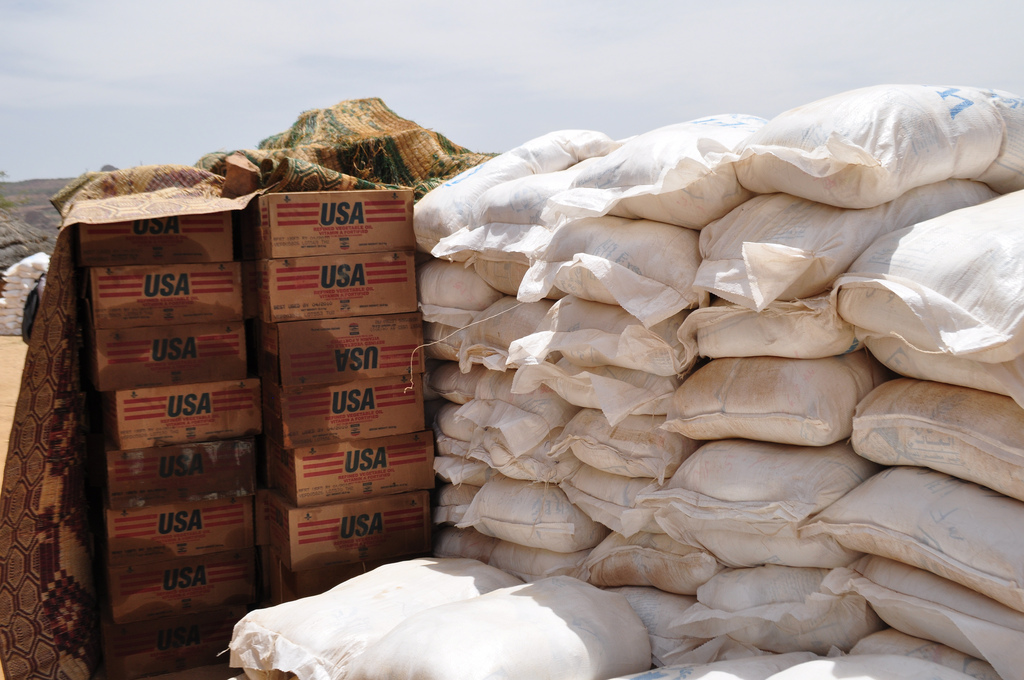
2009年9月，世界粮食计划署将物资运往苏丹北达尔富尔
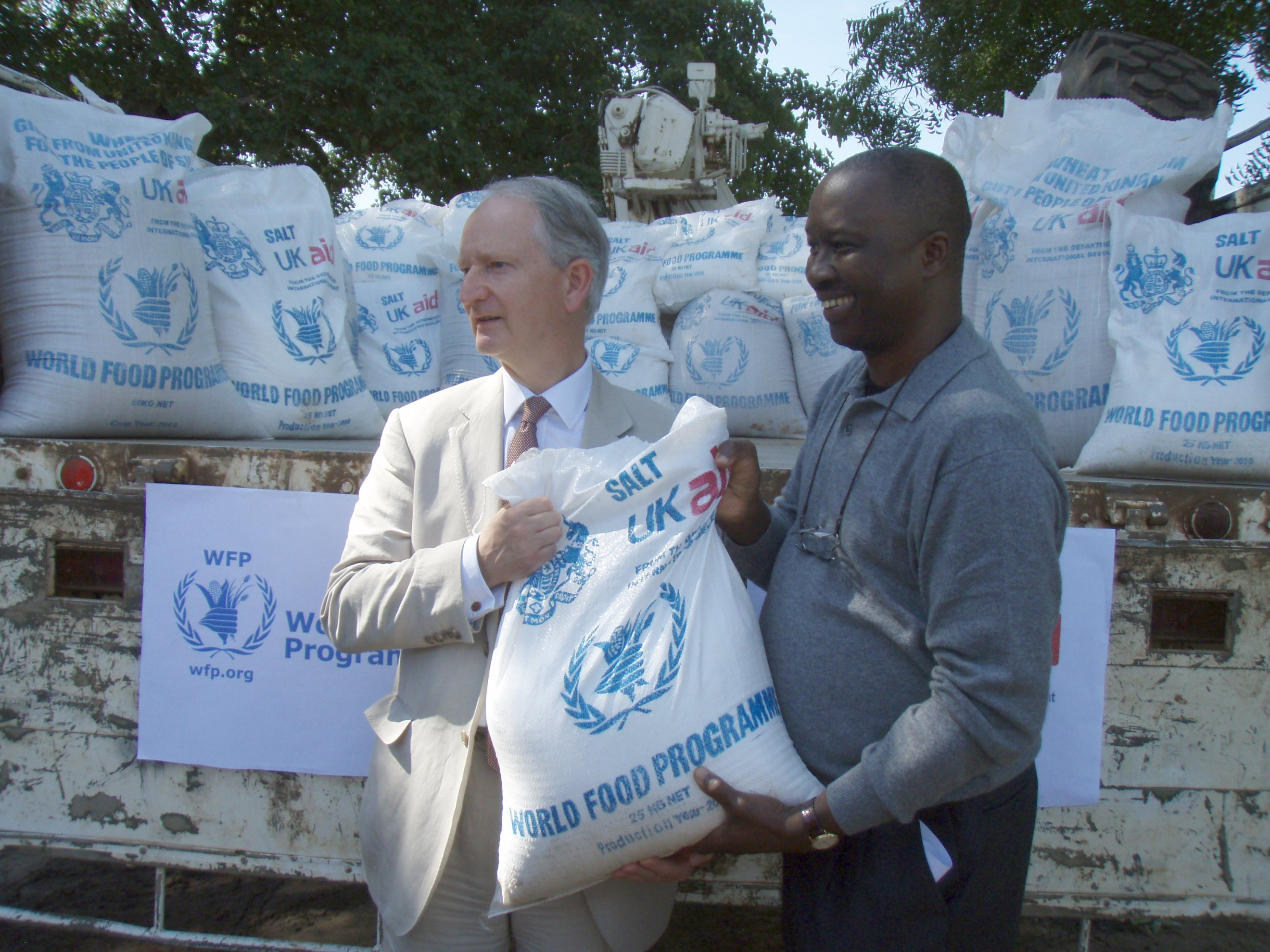
2010年7月，英国捐助、粮食计划署运输的物资送至苏丹朱巴
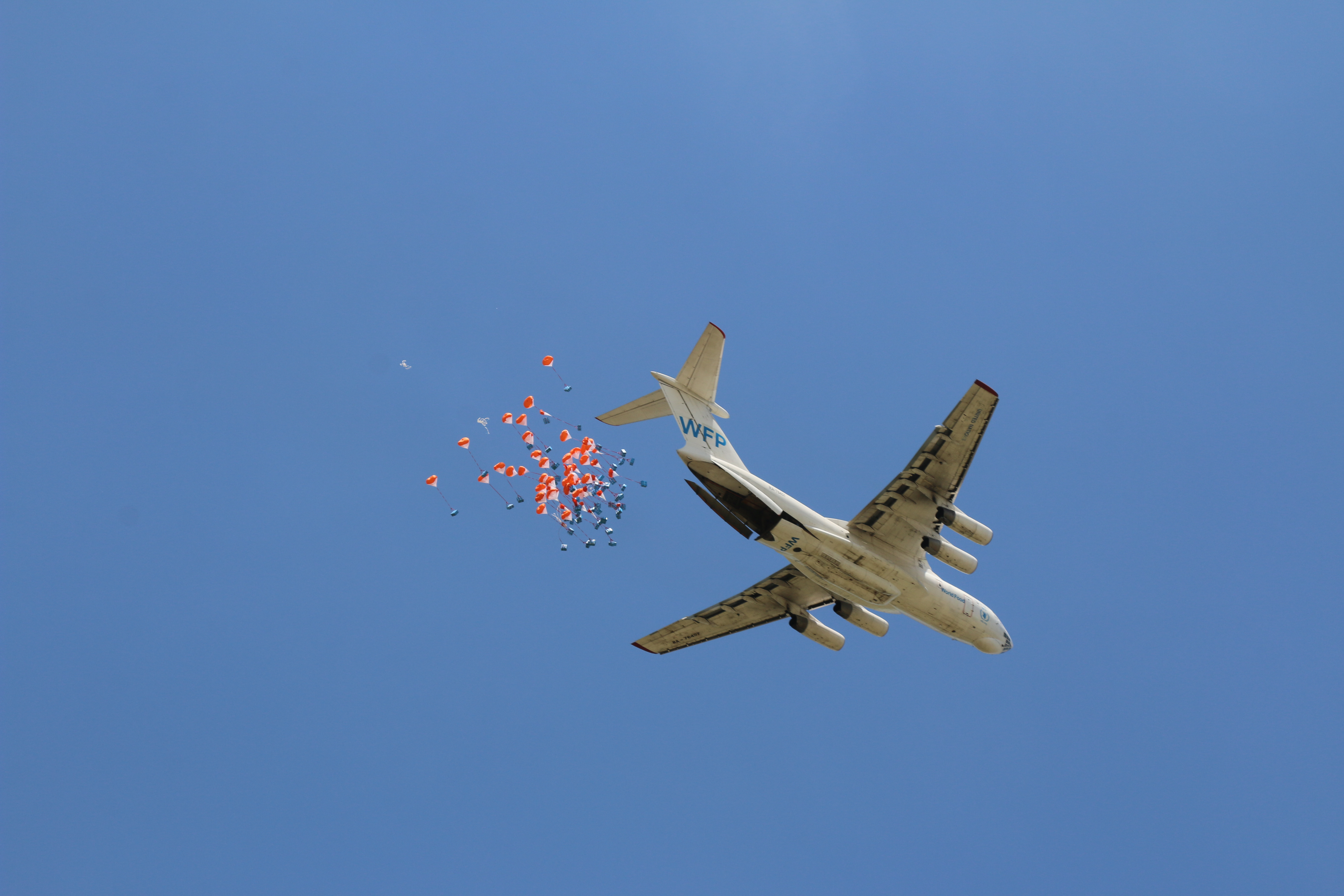
2015年5月，世界粮食计划署旗下的联合国人道主义空运处（英语：United Nations Humanitarian Air Service）向南苏丹空投物资

自2011年南苏丹对之后，其国内粮食保障状况达到最恶劣状态。2014年1月，南苏丹冲突恶化。粮食计划署于1月13日启动新的紧急行动，投入578万美元资金向40万南苏丹群众提供紧急援助。2017年，中国常驻联合国副代表吴海涛大使25日出席安理会南苏丹问题公开会时表示，中華人民共和国政府决定通过世界粮食计划署向南苏丹提供500万美元紧急粮食援助。

#### 海地地震援助计划

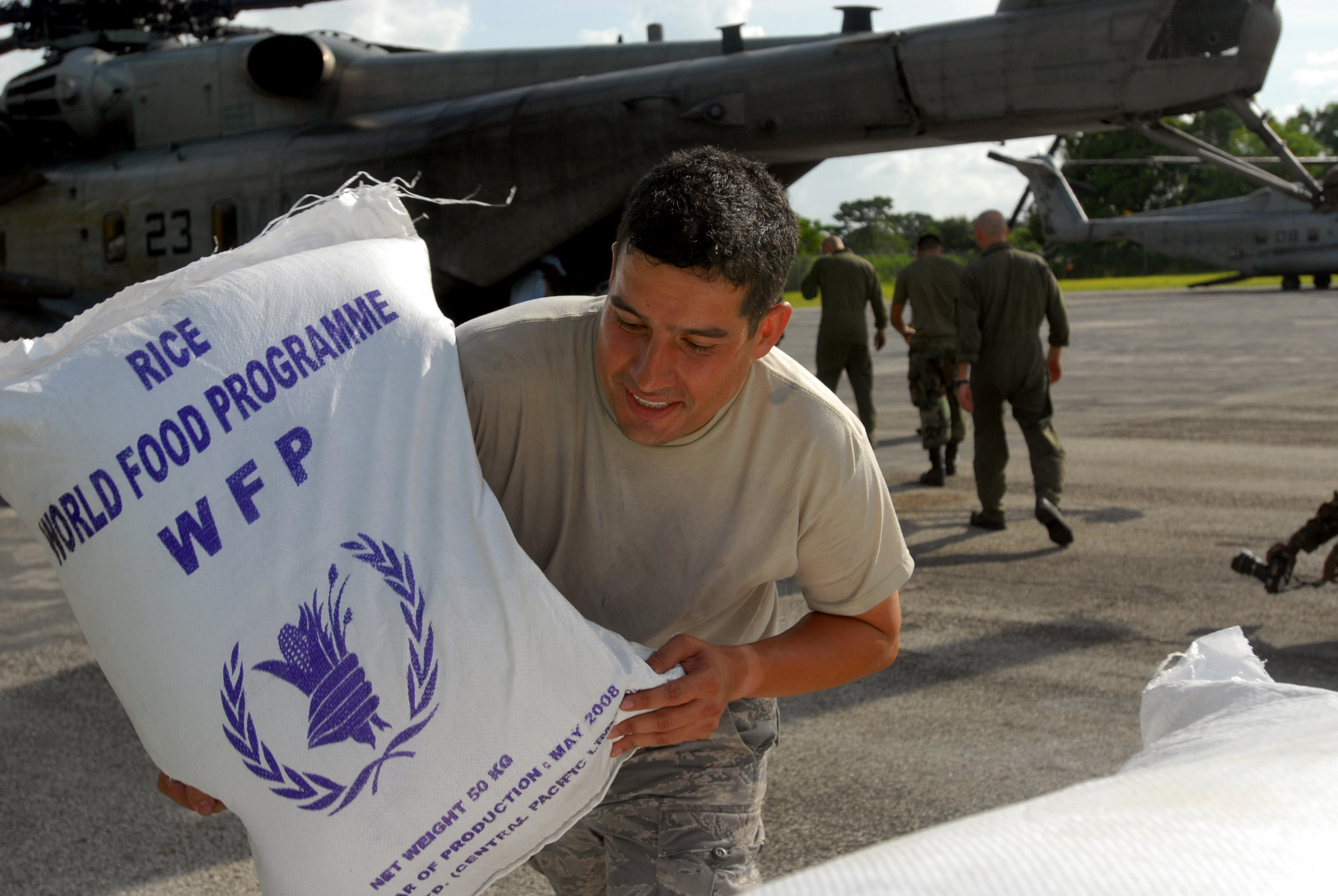
2008年9月，美军基萨奇山号两栖攻击舰运输粮食计划署的物资至海地灾区
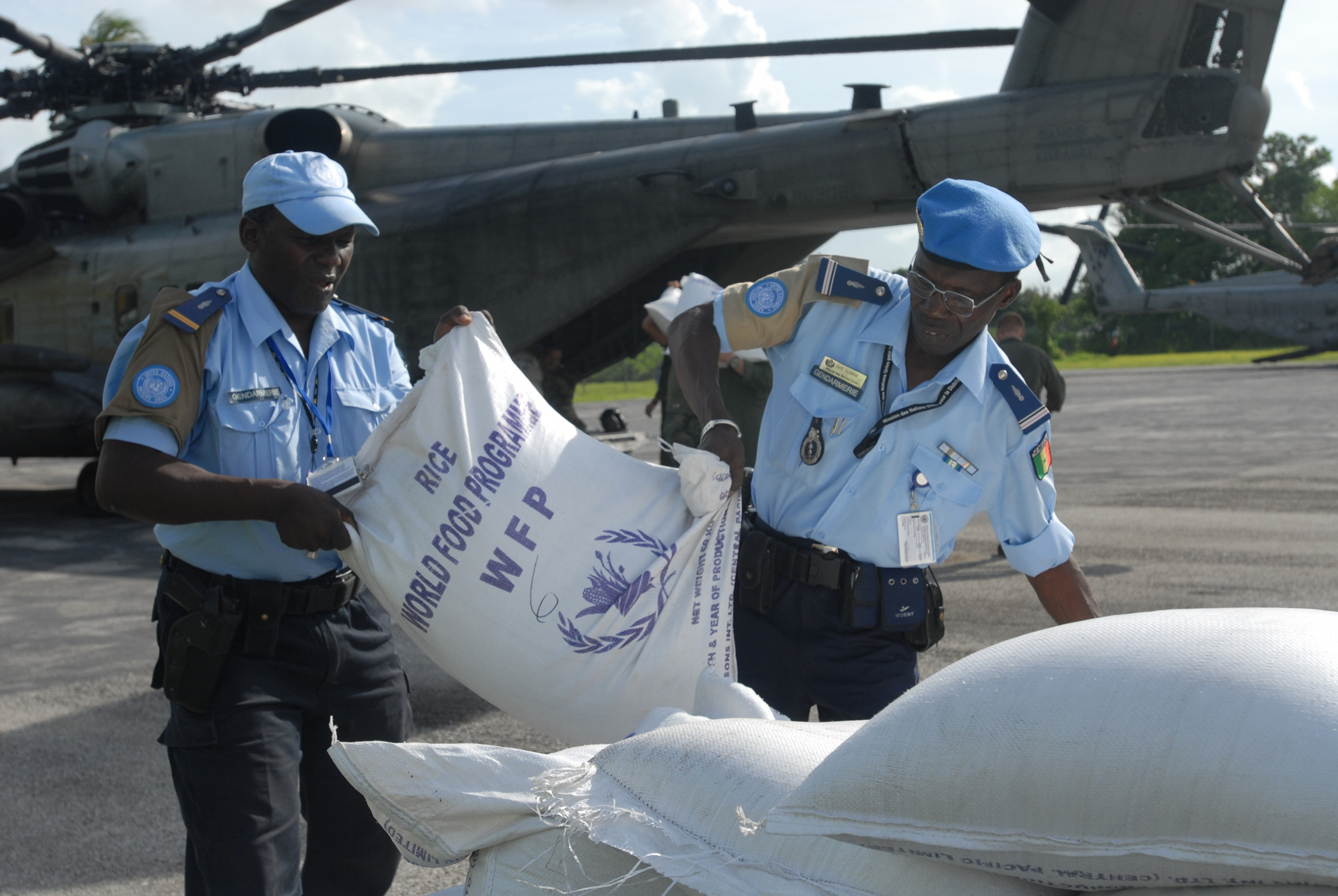
2008年9月，海地国民警卫队协助美国海军传输粮食计划署的物资
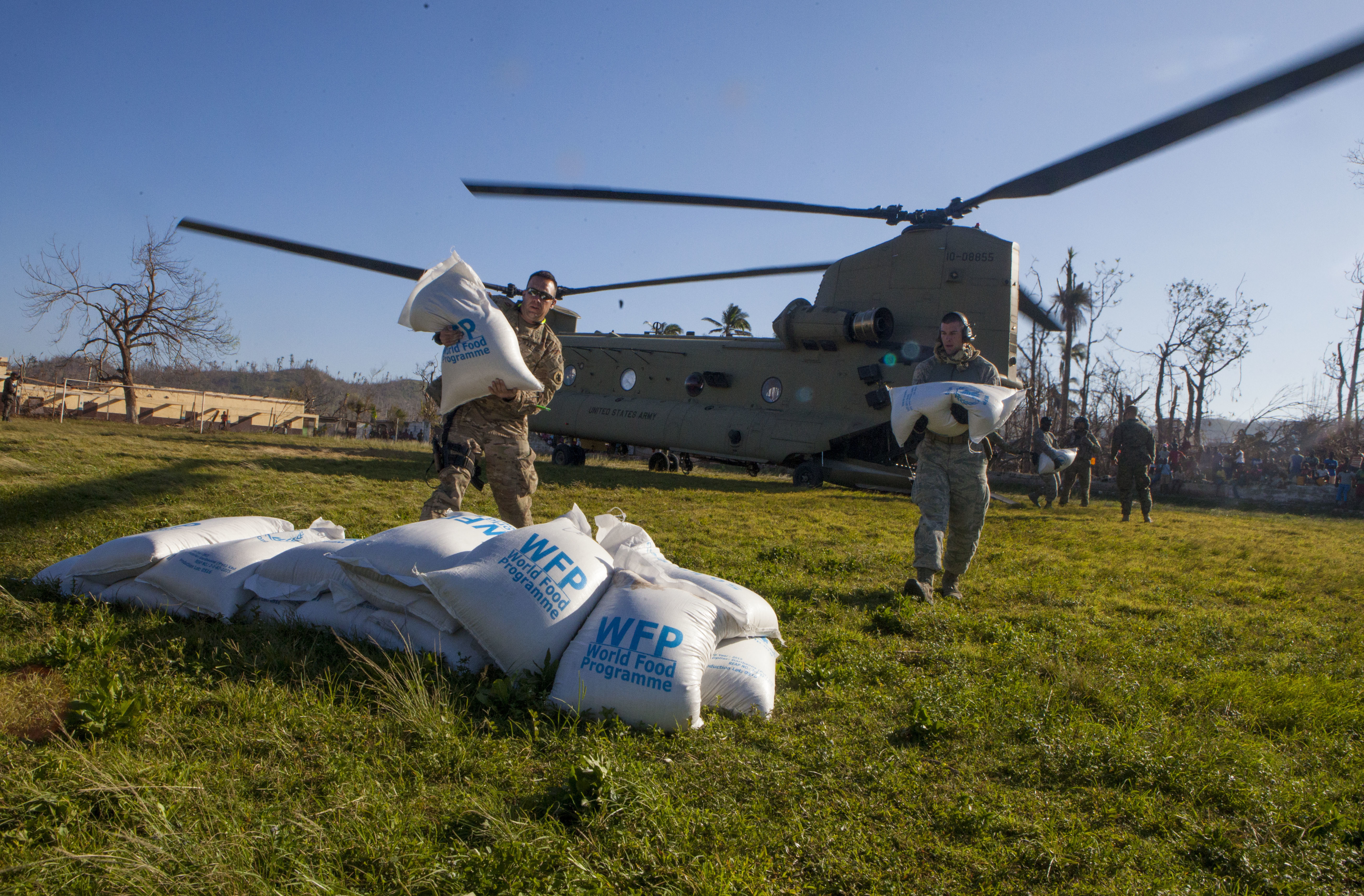
2016年10月，美国海军陆战队运输世界粮食计划署的大米至海地

2010年，世界粮食计划署对2010年海地地震作出反应，只向妇女分发粮食援助。因为近50年在紧急情况下工作积累的经验证明，只向妇女分发粮食有助于确保粮食在所有家庭成员中均匀分配。此外，世界粮食计划署在71个国家进行学校供餐和/或带回家的口粮方案，以帮助学生集中精力学习，并鼓励家长送子女（特别是女孩）到校上学。

#### 刚果民主共和国紧急援助行动
2008年，世界粮食署开始援助刚果民主共和国，同年3月其车辆物资险遭抢夺。由于长期武装冲突和多种疾病流行，刚果民主共和国陷入粮食不安全状态。粮食署计划在2019年创纪录援助690万人基础上，在2020年向860万人提供支持。

#### 2017年Building Blocks方案
2017年，世界粮食计划署启动了Building Blocks方案（Building Blocks programme），其目的是向位于约旦的叙利亚难民发放粮款。该项目使用区块链技术来数字化身份，并允许难民通过眼睛扫描获得食物。

#### 2019-2020年也门紧急援助行动
2019年，世界粮食计划署对也门进行人道主义援助，但由于物资援助被胡塞武装进行擅自挪用，计划署于6月20日暂停对萨那的援助。8月3日，粮食署与萨那当局签署协议和程序，并于8月9日恢复对也门的粮食援助。2020年，世界粮食计划署在一个月内向1200多万也门人提供食物，其中80%的人居住在胡塞武装控制的地区。

### 紧急状况响应
世界粮食计划署有一个分类制度，称为“紧急状况响应”（Emergency Response Procedures），旨在对紧急情况进行立即响应。
根据以下标准启动这一应对措施:
1. 当存在人类受难且当地政府无法充分应对时
2. 当联合国的声誉正接受考验
3. 当明显需要世界粮食计划署的援助

紧急状况响应可分为以下几类，应急响应强度随级别的增加而增加：
- 第一级 Level 1 – 启动反应，收集资源并交给粮食计划署当地办事处作出反应
- 第二级 Level 2 – 一国的资源需要跨国或者多国合作提供区域援助
- 第三级 Level 3 (L3) – 紧急状况超过了当地办事处能力，需要整个世界粮食计划署组织作出全球反应

### 伙伴关系与倡议
粮食计划署在一系列紧急情况和发展项目中都同一些官方伙伴进行协调合作。这些合作伙伴包括国家政府机构，比如英国外交、联邦和发展事务部、人道主义援助和公民保护总司、美国国际开发署；联合国机构，如粮食及农业组织和国际农业发展基金会；非政府组织，如拯救儿童组织、天主教救济服务机构、挪威难民理事会；以及企业合作伙伴，如波士顿咨询公司等等。

## 表彰荣誉
世界粮食计划署因其“消除饥饿的努力”、“对在受冲突影响地区创造和平的贡献”以及在防止饥饿被用作战争和冲突武器的努力中发挥推动作用，而获得2020年诺贝尔和平奖。

## 历任执行署长/执行干事
以下是曾担任世界粮食计划署执行署长/执行干事职位的列表：
1. 阿德克·亨德里克·博尔马（英语：Addeke Hendrik Boerma）（1962年5月－1967年12月）
2. 苏西尔·K·德夫（英语：Sushil K. Dev）（代理：1968年1月 - 8月）
3. 弗朗西斯科·阿基诺（英语：Franciso Aquino） （1968年7月－1976年5月）
4. 托马斯·C·M·罗宾逊（英语：Thomas C. M. Robinson）（代理：1976年5月－1977年6月；正式：1977年7月－9月）
5. 加森·N·沃格尔（英语：Garson N. Vogel）（1977年10月－1981年4月）
6. 伯纳多·德·阿泽维多·布里托（英语：Bernardo de Azevedo Brito）（代理：1981年5月－1982年2月）
7. 胡安·费利佩·伊里亚特（英语：Juan Felipe Yriart）（代理：1982年2月－4月）
8. 詹姆斯·英格拉姆（英语：James Ingram (diplomat)）（1982年4月－1992年4月）
9. 凯瑟琳·伯蒂尼（英语：Catherine Bertini）（1992年4月－2002年4月）
10. 詹姆斯·T·莫里斯（英语：James T. Morris）（2002年4月－2007年4月）
11. 乔塞特·施林（英语：Josette Sheeran）（2007年4月－2012年4月）
12. 埃瑟琳·库桑（英语：Ertharin Cousin）（2012年4月－2017年4月）
13. 大卫·比斯利（英语：David Beasley）（2017年4月-2023年4月）
14. 辛迪·麦凯恩（英语：Cindy H. McCain）（2023年4月-至今）

## 相关
- 联合国粮食及农业组织
- 联合国开发计划署
- 联合国人道事务协调厅
- 联合国难民署
- 红十字国际委员会，三次諾貝爾和平獎得主。
- FreeRice

### 脚注
1. ↑  法语: Programme alimentaire mondial; 意大利语: Programma alimentare mondiale; 西班牙语: Programa Mundial de Alimentos; 阿拉伯语: برنامج الأغذية العالمي, barnamaj al'aghdhiat alealami; 俄语: Всемирная продовольственная программа, Vsemirnaya prodovol'stvennaya programma; 中文: 联合国世界粮食计划署, Liánhéguó shìjiè liángshí jìhuà shǔ